# Dürrinev Kadin
Dürrinev Kadın (turco ottomano: درنو قادین, lett. "giovane perla"; Batumi, 15 marzo 1835 – Istanbul, 3 dicembre 1895) è stata una principessa georgiana, nata principessa Melek Dziapş-Ipa, e nota anche come Dürrünev Kadın, Prima Consorte del sultano ottomano Abdülaziz.

## Origini
Dürrinev Kadın nacque il 15 marzo 1835 a Batumi, in Georgia, come la principessa Melek Dziapş-Ipa Hanim. Suo padre era il principe Mahmud Dziapş-lpa Bey e sua madre la principessa abcasa Halime Hanim Çikotua Dziapş-Ipa. Aveva due sorelle minori, Ayşe Hanim (1838 - 1901) e Aliye Hanim. 
Da bambine Melek e Ayşe vennero mandate alla corte ottomana di Istanbul, dove, secondo consuetudine, cambiarono i loro nomi. Melek prese nome Dürrinev Hanim e Ayşe prese quello di Kemalifer Hanim. Entrarono a servizio di Servetseza Kadin, Prima Consorte del sultano ottomano Abdülmecid I. Aliye rimase invece in Georgia con la famiglia.  
Educata a corte, Ayşe Kemalefer Hanim alla fine sposò Ömer Paşah e la sua figlia minore, Esma Süreyya Cavidan Hanım, divenne una consorte di Şehzade Yusuf Izzeddin, primogenito della stessa Dürrinev, mentre una sua nipote, Emine Nurbanu Hidayet Hanim, figlia del suo primogenito, divenne consorte di Şehzade Mehmed Burhaneddin, figlio del sultano Abdülhamid II. Aliye Hanım sposò invece un principe abcaso, Ismail Çikotua, e fu madre di Nazperver Kadın, che crebbe a corte con la zia e divenne consorte del sultano Mehmed V Reşad. 
Quanto a Melek Dürrinev, apprezzata sia Servetseza che da Bezmiâlem Sultan, madre e Valide Sultan di Abdülmecid, ricevette un'ottima educazione in previsione di un futuro da consorte imperiale: parlava francese senza accento ed era una brava pianista e pittrice. Alcuni dei suoi dipinti furono donati a Bezmiâlem e Servetseza.
Venne descritta come molto magra, con un viso grazioso, lunghi capelli biondi lisci e occhi nocciola. Era considerata molto bella dagli ospiti europei, ma eccessivamente magra per gli standard turchi.

## Consorte imperiale
Nel 1856 Dürrinev fu notata da Abdülaziz, fratellastro minore di Abdülmecid I, che era in visita a Servetseza. Colpito, la chiese a Servetseza come consorte. Inizialmente rifiutato, perché in quanto principe sarebbe stato contro le regole per lui avere consorti o figli, Abdülaziz insistette tanto che la donna chiese il permesso ad Abdülmecid, che acconsentì. Abdülaziz e Dürrinev si sposarono il 20 maggio 1856 a Palazzo Dolmabahçe.
Quando Abdülaziz salì al trono nel 1861 Dürrinev divenne Prima Consorte (BaşKadin), col titolo di Dürrinev Kadın. 
Ebbero due figli e una figlia. Il primogenito, Şehzade Yusuf Izzedin, nacque quando il padre era ancora principe e perciò venne tenuto segreto fino alla sua salita al trono.
Nel 1869 Dürrinev ospitò insieme a Pertevniyal Sultan, madre di Abdülaziz, la Principessa Alexandra del Galles, in vista a Istanbul con suo marito, futuro Edoardo VII. La dama di compagnia della principessa, Maria Georgina Gray, descrisse così Dürrinev nelle sue memorie:
Il Sultano ha una sola moglie, e lei, in presenza della vecchia Sultana (sua madre), secondo la loro etichetta, non è autorizzata a parlare, e penso che sia stato solo in onore della nostra visita che non è stata obbligata a sedersi per terra... La giovane Sultana (la moglie) aveva un viso molto bello e distinto, secondo i nostri gusti, ma qui non è affatto ammirata, essendo considerata troppo magra. Era vestita in perfetto stile europeo: un abito da sera scollato ricoperto di pizzo, e un lungo strascico, la stella turca e il nastro sulla spalla, e, insomma, vestita come una qualsiasi principessa europea
Abdülaziz venne deposto il 30 maggio 1876, a favore dei suoi nipoti, prima Murad V e poi Abdülhamid II, entrambi figli di Abdülmecid I.
Il sultano deposto fu imprigionato a Palazzo Feriye e le sue consorti furono obbligate a seguirlo con la forza, dopo essere state perquisite e ogni oggetto di valore sottratto loro. Dürrinev fu imprigionata nelle stanze sopra quelle di Abdülaziz, insieme a due dame, Şemifer Hanim e Zevkyab Hanım.
Il 4 giugno Abdülaziz morì in circostanze misteriose, ufficialmente suicida. Quando il suo cadavere fu mostrato a Dürrinev, lei urlò e svenne.
Le consorti e le altre dame di Abdülaziz furono liberate alla salita al trono di Abdülhamid II, nel settembre 1876.

## Morte
Dürrinev continuò a risiedere a Palazzo Feriye anche dopo la sua liberazione, dove morì il 4 dicembre 1895. Venne sepolta nel mausoleo Mahmud II. 

## Discendenza
Da Abdülaziz, Dürrinev ebbe due figli e una figlia:
- Şehzade Yusuf Izzeddin (11 ottobre 1857 - 1 febbraio 1916). Figlio favorito del padre, nacque quando Abdülaziz era ancora principe e perciò venne tenuto nascosto fino alla sua salita al trono. Durante il suo regno, Abdülaziz tentò, senza successo, di cambiare la legge di successione per permettergli di ereditare il trono. Ebbe sei consorti, due figli e due figlie.
- Fatma Saliha Sultan (10 agosto 1862 - 1941). Si sposò una volta ed ebbe una figlia.
- Şehzade Mehmed Selim (28 ottobre 1866 - 21 ottobre 1867). Nato e morto a Palazzo Dolmabahçe, sepolto nel mausoleo Mahmud II.